# Willow (Alaska)
Willow es un lugar designado por el censo ubicado en el borough de Matanuska-Susitna en el estado estadounidense de Alaska. En el Censo de 2010 tenía una población de 2102 habitantes y una densidad poblacional de 1,16 personas por km².

## Historia
Willow tiene su inicio en 1897, cuando los mineros descubrieron el oro en Willow Creek. 
En 1920, el ferrocarril de Alaska construyó su casa de la estación de Willow en la milla 185.7 a lo largo de la vía que va desde Seward a Fairbanks.
Durante la Segunda Guerra Mundial, una estación de radar de alerta y la pista de aterrizaje fueron construidos cerca de las vías del ferrocarril. También se construyó una oficina de correos que fue inaugurada en 1948. 
En 1954, Willow Creek fue el más grande distrito minero de oro de Alaska, con una producción total de 18 millones de dólares. 
Sobre 1970, antes de la construcción de la carretera Parks, Willow tenía una población de 78 habitantes, hasta que las cesiones de tierras, las subdivisiones de familia, y la terminación de la autopista George Parks en 1972 impulsaron el crecimiento de la zona.
En 1976, Alaska eligió para mover la capital del estado de Juneau a Willow, en un esfuerzo por mejorar el acceso de Alaska, mientras se mantiene la capital de Anchorage, la ciudad más grande. Este interés alimentó la especulación de la tierra en la zona. Sin embargo, la financiación para permitir el movimiento de capital fue derrotado en las elecciones de noviembre de 1982. Como resultado, Juneau sigue siendo la capital del estado. 
Más de la mitad de las 1.500 cabinas en todo Willow son para la temporada de uso. Casi todas las casas ocupadas en Willow son totalmente sondeado, el uso individual en el lugar los pozos de agua, tanques sépticos y drenajes de campo. 
Willow es ahora el anfitrión oficial de la carrera Iditarod Trail Sled Dog. 

## Geografía
Willow se encuentra en las coordenadas 61°48′45″N 149°51′22″O / 61.81250, -149.85611. Según la Oficina del Censo de los Estados Unidos, Willow tiene una superficie total de 1811.68 km², de la cual 1789.41 km² corresponden a tierra firme y (1.23%) 22.26 km² es agua.

## Demografía
Según el censo de 2010, había 2102 personas residiendo en Willow. La densidad de población era de 1,16 hab./km². De los 2102 habitantes, Willow estaba compuesto por el 90.77% blancos, el 0% eran afroamericanos, el 5.19% eran amerindios, el 0.81% eran asiáticos, el 0.1% eran isleños del Pacífico, el 0.29% eran de otras razas y el 2.85% pertenecían a dos o más razas. Del total de la población el 1.28% eran hispanos o latinos de cualquier raza.